# Ахмед Мубарак
Ахмед Мубарак Обаід аль-Магайжрі (араб. أحمد مبارك أحمد عبيد المحيجري; нар. 23 лютого 1985, Сур, Оман) — оманський футболіст, опорний півзахисник клубу «Аль-Месаймір».

## Клубна кар'єра
Ахмед Мубарак розпочав свою професійну кар'єру футболіста в оманському клубі «Аль-Оруба» з міста Сур у 2000 році. Окрім цього, він виступав за різні команди країн Перської затоки: катарські «Ар-Райян» та «Ас-Сайлія», кувейтський «Ан-Наср», еміратських «Аль-Айн» і «Дубай», саудівські «Аль-Вахда», «Аль-Аглі», «Аль-Фатех» і «Аль-Іттіфак». 5 вересня 2013 року підписав річний контракт з оманским клубом «Фанджа». 13 липня 2014 року Ахмед Мубарак також укладав контракт на рік з командою «Аль-Оруби», в якій він і розпочинав свою кар'єру. У 2015 році перейшов у «Аль-Муайдар». З 2016 року виступав за катарські клуби «Аль-Мархія» та «Аль-Месаймір».

### Клубна статистика
| Клуб                | Сезон             | Дивізіон               | Ліга  | Ліга | Кубок | Кубок | Континентальний | Континентальний | Інші  | Інші | Загалом | Загалом |
| Клуб                | Сезон             | Дивізіон               | Матчі | Голи | Матчі | Голи  | Матчі           | Голи            | Матчі | Голи | Матчі   | Голи    |
| ------------------- | ----------------- | ---------------------- | ----- | ---- | ----- | ----- | --------------- | --------------- | ----- | ---- | ------- | ------- |
| «Аль-Оруба»         | 2003–04           | ПФЛ Оману              | -     | 6    | -     | 0     | 0               | 0               | -     | 0    | -       | 6       |
| «Аль-Оруба»         | 2004–05           | ПФЛ Оману              | -     | 1    | -     | 0     | 0               | 0               | -     | 0    | -       | 1       |
| «Аль-Оруба»         | Загалом           | Загалом                | -     | 7    | -     | 0     | 0               | 0               | -     | 0    | -       | 7       |
| «Ар-Райян»          | 2006–07           | Ліга зірок Катару      | -     | 1    | -     | 0     | 0               | 0               | -     | 0    | -       | 1       |
| «Ар-Райян»          | Загалом           | Загалом                | -     | 1    | -     | 0     | 0               | 0               | -     | 0    | -       | 1       |
| «Ас-Сайлія»         | 2007–08           | Ліга зірок Катару      | -     | 4    | -     | 2     | 0               | 0               | -     | 0    | -       | 6       |
| «Ас-Сайлія»         | Загалом           | Загалом                | -     | 4    | -     | 2     | 0               | 0               | -     | 0    | -       | 6       |
| «Аль-Аглі» (Джидда) | 2009–10           | ПФЛ Саудівської Аравії | -     | 0    | -     | 0     | 5               | 0               | -     | 0    | -       | 0       |
| «Аль-Аглі» (Джидда) | Загалом           | Загалом                | -     | 0    | -     | 0     | 5               | 0               | -     | 0    | -       | 0       |
| «Аль-Фатех»         | 2010–11           | ПФЛ Саудівської Аравії | 21    | 0    | 1     | 0     | 0               | 0               | 0     | 0    | 22      | 0       |
| «Аль-Фатех»         | Загалом           | Загалом                | 21    | 0    | 1     | 0     | 0               | 0               | 0     | 0    | 22      | 0       |
| «Ан-Наср»           | 2011–12           | Прем'єр-ліга Кувейту   | 19    | 3    | -     | 0     | 0               | 0               | -     | 1    | -       | 4       |
| «Ан-Наср»           | Загалом           | Загалом                | 19    | 3    | -     | 0     | 0               | 0               | -     | 1    | -       | 4       |
| «Аль-Іттіфак»       | 2012–13           | ПФЛ Саудівської Аравії | 23    | 0    | 2     | 0     | 3               | 1               | 0     | 0    | 28      | 1       |
| «Аль-Іттіфак»       | 2013–14           | ПФЛ Саудівської Аравії | 6     | 2    | 0     | 0     | 5               | 0               | 0     | 0    | 11      | 2       |
| «Аль-Іттіфак»       | Загалом           | Загалом                | 29    | 2    | 2     | 0     | 8               | 1               | 0     | 0    | 39      | 3       |
| «Фанджа»            | 2013–14           | ПФЛ Оману              | -     | 1    | -     | 0     | 5               | 0               | 0     | 0    | -       | 1       |
| «Фанджа»            | Загалом           | Загалом                | -     | 1    | -     | 0     | 5               | 0               | 0     | 0    | -       | 1       |
| Усього за кар'єру   | Усього за кар'єру | Усього за кар'єру      | -     | 18   | -     | 2     | 18              | 1               | -     | 1    | -       | 22      |

1. ↑  Включаючи матчі в Лізі чемпіонів АФК та Кубку АФК
2. ↑  Включаючи голи в кулбному кубку чемпіонів Перської затоки

## Кар'єра в збірній
Ахмед викликався до головної збірної Оману. Разом з Ахмедом Хадідом, Бадаром ель-Маімані та Алі аль-Хабсі у 2003 році вперше отримав виклик до національної збірної.

### Кубок Перської затоки
Учасник Кубку Перської затоки 2003, 2004, 2007, 2009, 2010, 2013, 2014 та 2017 років. У розіграші 2003 року відзначився голом у важливому поєдинку проти ОАЕ. У сезоні 2014 року відначився голом у домашньому нічийному (1:1) поєдинку проти Іраку. А в 2017 році реалізував пенальті в надважливому переможному (1:0) поєдинку проти Кувейту. Ахмед отримав звання найцінніший гравець Кубку Перської затоки 2017 року за його роль в успішному виступі Оману на турнірі.

### Кубок Азії АФК
Мубарак був учасником кваліфікаційних (2004, 2007, 2011, 2015 та 2019) та фінальних раундів (2004, 2007 та 2015) кубку Азії.

### Кваліфікації чемпіонатів світу
Ахмед зіграв 4 матчі у кваліфікації Чемпіонату світу 2006, 6 — у кваліфікації Чемпіонату світу 2010 та 14 — у кваліфікації Чемпіонату світу 2014. У кваліфікації 2010 відзначився голом у нічийному (1:1) поєдинку проти Японії. Відзначився трьому голами у кваліфікації 2014. Перший — у другому раунді кваліфікації в переможному (2:0) поєдинку проти М'янми, а ще двома — у четвертому раунді кваліфікації: одним — у переможному (2:1) поєдинку проти Йорданії, а іншим — у програному (1:2) поєдинку проти Японії. Напередодні останньої гри кваліфікації на груповому етапі Оман мав шани пройти далі, але з рахунком 0:1 поступився Йорданії, яка й вибила їх з турніру.

### Голи за збірну
```
:
Голи та результат збірної Оману знаходиться на першому місці.
[
8
]
```

| #   | Дата              | Місце                                                            | Суперник       | Рахунок | Результат | Змагання                           |
| --- | ----------------- | ---------------------------------------------------------------- | -------------- | ------- | --------- | ---------------------------------- |
| 1.  | 31 грудня 2003    | Аль-Садаква Васалам, Аділія, Ель-Кувейт, Кувейт                  | ОАЕ            | 1–0     | 2–0       | 16-й кубок Перської затоки         |
| 2.  | 31 березня 2004   | Джавахарлал Неру Стедіум, Кочі, Індія                            | Індія          | 2–1     | 5–1       | кваліфікація Чемпіонату світу 2006 |
| 3.  | 31 березня 2004   | Джавахарлал Неру Стедіум, Кочі, Індія                            | Індія          | 3–1     | 5–1       | кваліфікація Чемпіонату світу 2006 |
| 4.  | 1 грудня 2004     | Національний стадіон, Манама, Бахрейн                            | Латвія         | 1–0     | 3–2       | Товариський                        |
| 5.  | 28 червня 2007    | Джурон Вест Спортс енд Рекріейтів Сентр, Сінгапур, Сінгапур      | Північна Корея | 1–2     | 2–2       | Товариський                        |
| 6.  | 7 червня 2008     | Королівської поліції Оману, Маскат, Оман                         | Японія         | 1–0     | 1–1       | кваліфікація чемпіонату світу 2010 |
| 7.  | 29 березня 2011   | Ес-Сіб, Ес-Сіб, Оман                                             | Туніс          | 1–0     | 2–1       | Товариський                        |
| 8.  | 29 березня 2011   | Ес-Сіб, Ес-Сіб, Оман                                             | Туніс          | 2–1     | 2–1       | Товариський                        |
| 9.  | 28 липня 2011     | Тувунна, Янгон, М'янма                                           | М'янма         | 2–0     | 2–0       | кваліфікація Чемпіонату світу 2014 |
| 10. | 16 жовтня 2012    | Спортивний комплекс ім. Султана Кабуша, Маскат, Оман             | Йорданія       | 1–0     | 2–1       | кваліфікація Чемпіонату світу 2014 |
| 11. | 14 листопада 2012 | Спортивний комплекс ім. Султана Кабуша, Маскат, Оман             | Японія         | 1–1     | 1–2       | кваліфікація Чемпіонату світу 2014 |
| 12. | 27 травня 2014    | Буньодкор, Ташкент, Узбекистан                                   | Узбекистан     | 1–0     | 1–0       | Товариський                        |
| 13. | 17 листопада 2014 | ім. Принца Файсала бін Фахда, Ер-Ріяд, Саудівська Аравія         | Ірак           | 1–1     | 1–1       | 22-й кубок Перської затоки         |
| 14. | 2 жовтня 2015     | Спортивний комплекс ім. Султана Кабуша, Маскат, Оман             | Сирія          | 2–0     | 2–1       | Товариський                        |
| 15. | 13 жовтня 2015    | Спортивний комплекс ім. Султана Кабуша, Маскат, Оман             | Індія          | 1–0     | 3–0       | кваліфікація Чемпіонату світу 2018 |
| 16. | 24 березня 2016   | Спортивний комплекс ім. Султана Кабуша, Маскат, Оман             | Гуам           | 1–0     | 1–0       | кваліфікація Чемпіонату світу 2018 |
| 17. | 28 березня 2017   | Спортивний комплекс ім. Султана Кабуша, Маскат, Оман             | Бутан          | 2–0     | 14–0      | кваліфікація Кубку Азії 2019       |
| 18. | 13 червня 2017    | Міжнародний стадіон ім. Файсала Аль-Хуссейні, Аль-Рам, Палестина | Палестина      | 1–2     | 1–2       | кваліфікація Кубку Азії 2019       |
| 19. | 10 жовтня 2017    | Національний футбольний стадіон, Мале, Мальдіви                  | Мальдіви       | 3–1     | 3–1       | кваліфікація Кубку Азії 2019       |
| 20. | 25 грудня 2017    | Міжнародний стадіон ім. Жабера Аль-Ахмада, Ель-Кувейт, Кувейт    | Кувейт         | 1–0     | 1–0       | 23-й кубок Перської затоки         |

## Досягнення

### Клубні
«Аль-Оруба»
- ПЛ Оману
  -  Чемпіон (1): 2001/02
  -  Срібний призер (1): 2000/01

- Кубок Султана Кабуша
  -  Володар (1): 2001
  -  Фіналіст (1): 2000

- Суперкубок Оману
  -  Володар (2): 2000, 2002

«Аль-Айн»
- Про-ліга ОАЕ
  -  Срібний призер (1): 2004/05

- Кубок Президента ОАЕ
  -  Володар (1): 2005

- Кубок Федерації ОАЕ
  -  Володар (1): 2005

- Ліга чемпіонів АФК
  -  Фіналіст (1): 2005

«Ар-Райян»
- Кубок Еміра Катару
  -  Володар (1): 2006

- Кубок Шейха Жассіма
  -  Фіналіст (1): 2006

«Ас-Сайлія»
- Кубок Шейха Жассіма
  -  Фіналіст (1): 2007

«Аль-Аглі»
- Кубок наслідного принца Саудівської Аравії
  -  Фіналіст (1): 2010

«Аль-Іттіфак»
- Кубок наслідного принца Саудівської Аравії
  -  Фіналіст (1): 2012

«Фанджа»
- Кубок Султана Кабуша
  -  Володар (1): 2013

### Збірні
- Переможець Кубка націй Перської затоки: 2009, 2017